# Chung kết UEFA Champions League 2013
Chung kết UEFA Champions League 2013 là trận đấu cuối cùng của mùa giải Champions League 2012–13, mùa thứ 58 của giải đấu bóng đá quy tụ tất cả các câu lạc bộ châu Âu và mùa giải thứ 21 kể từ khi được đổi tên thành Cúp các đội vô địch bóng đá quốc gia châu Âu, UEFA Champions League. Trận đấu diễn ra vào 19:45, ngày 25 tháng 5 năm 2013 (theo giờ mùa hè tại Anh), tức là lúc 01:45, ngày 26 tháng 5 năm 2013 theo giờ Việt Nam, tại sân vận động Wembley, thủ đô Luân Đôn, Anh.
Đây là một trận chung kết toàn Đức, giữa hai câu lạc bộ thi đấu ở Bundesliga là Borussia Dortmund và Bayern München, và cũng là lần đầu tiên có một trận chung kết Champions League toàn Đức. Đội vô địch của giải chính là Bayern München, sau khi họ đã giành chiến thắng với tỷ số 2–1 trước Borussia Dortmund bằng hai bàn thắng của Mario Mandžukić và Arjen Robben còn bàn thắng của Dortmund được thực hiện bởi İlkay Gündoğan trên chấm phạt đền.
Sau trận chung kết, Bayern Mūnchen đã giành thêm được danh hiệu Cúp Quốc gia Đức để hoàn tất cú ăn ba trong mùa giải 2012–13. Họ sẽ đối đầu với đội vô địch UEFA Europa League là Chelsea, đội đã đánh bại họ ở trận chung kết Champions League mùa trước đó, tại Siêu cúp bóng đá châu Âu 2013 diễn ra trên sân vận động Eden Arena vào ngày 30 tháng 8 năm 2013. Bayern München cũng chính là đại diện của UEFA tiến thẳng vào vòng bán kết của FIFA Club World Cup 2013.

## Địa điểm tổ chức

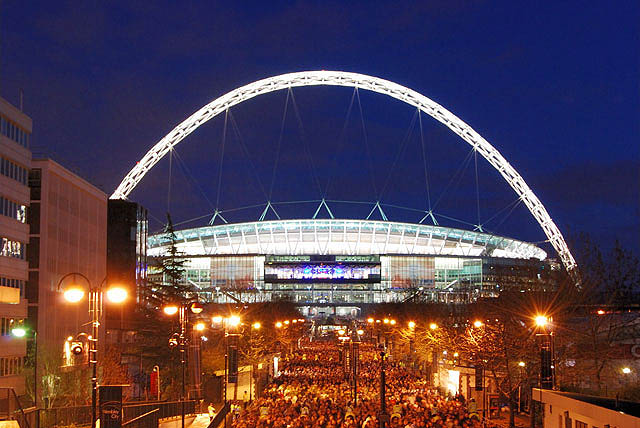
Sân vận động Wembley, nơi diễn ra trận chung kết

Sân vận động Wembley, thủ đô London, Anh và là sân nhà của đội tuyển Anh chính là nơi tổ chức trận chung kết, được công bố vào ngày 16 tháng 6 năm 2011. Đây là trận chung kết thứ hai được tổ chức trên sân Wembley chỉ trong vòng 3 năm. Thảo luận về khoảng cách thời gian tổ chức hai trận chung kết, chủ tịch UEFA Michel Platini cho rằng thời điểm tổ chức trận chung kết sẽ trùng vào lễ kỷ niệm 150 năm tồn tại của hiệp hội bóng đá Anh.
Đây là lần thứ 7 Wembley tổ chức trận trận chung kết Champions League, sau các năm 1963, 1968, 1971, 1978, 1992 và trận chung kết năm 2011.
Sân vận động Wembley đã ban đầu tổ chức năm trận chung kết cúp châu Âu. Năm 1968 và 1978 chứng kiến sự lên ngôi thống trị của các câu lạc bộ Anh. Manchester United đánh bại Benfica tỷ số 4–1, còn năm 1978 Liverpool cũng đánh bại Club Brugge 1–0, năm 1963 Benfica cũng lên ngôi vô địch với chiến thắng 2–1 trước Milan, Ajax giành chức vô địch đầu tiên trong lượt 3 lần lên ngôi liên tiếp, đánh bại Panathinaikos 2–0. Trong mùa cuối cùng với tên European Cup 1992, câu lạc bộ Tây Ban Nha Barcelona đánh bại Sampdoria 1–0, và đây là trận chung kết UEFA European Cup cuối cùng trước khi đổi tên thành UEFA Champions League.
Trước đây, sân vận động Wembley được khai trương vào năm 1923 và sân vận động là sân nhà của Đội tuyển Anh. Trận đầu tiên tổ chức là chung kết Cúp FA mùa giải 1922–23, khi có đến 200.000 khán giả đến xem trận chung kết giữa Bolton Wanderers và West Ham United. Wembley tổ chức tất cả các trận đấu của đội tuyển Anh tại World Cup 1966 trong đó có chiến thắng 4–2 trước Tây Đức trong trận chung kết. Sân vận động ban đầu đã được đóng cửa vào năm 2000 và bị phá hủy ba năm sau đó, được thay thế bằng một sân vận động mới 90.000 chỗ ngồi, mở cửa vào năm 2007. Sân vận động Wembley mới đã tổ chức trận chung kết UEFA Champions League 2011, đó là một cuộc đọ sức giữa Barcelona với Manchester United trong một trận tái đấu của trận chung kết diễn ra cách thời điểm đó hai năm. Barcelona đã có được chức vô địch Champions League lần thứ tư khi họ giành chiến thắng với tỷ số là 3–1.

## Các lần vào chung kết trước đây
Đây là trận chung kết Champions League đầu tiên giữa hai đội Đức đấu với nhau, trước đây cũng có những trận chung kết giữa các đội cùng quốc gia như Tây Ban Nha (2000), Ý (2003), Anh (2008).
Đối với Bayern, đây là lần thứ 10 đội bóng lọt vào Chung kết cúp châu Âu, chỉ sau Real Madrid (12) và AC Milan (11) và đã giành chiến thắng trong 4 lần để lên ngôi vô địch. Đây cũng là trận chung kết Champions League thứ ba liên tiếp của Bayern Mūnchen chỉ trong vòng bốn năm. Họ đều thua trong cả hai trận đấu trước đây (2010 và 2012). Lần gần nhất Bayern giành chiến thắng là năm 2001.
Đối với Dortmund, đây là trận chung kết Champions League thứ hai, lần trước và cũng là lần duy nhất họ đăng quang là vào năm 1997. Mùa bóng kế đó họ đánh bại Bayern, nhưng bị loại ở bán kết trước Real Madrid, lúc đó được dẫn dắt bởi huấn luyện viên Bayern lúc này là Jupp Heynckes.

## Đường đến chung kết
Lưu ý: C là sân nhà, K là sân khách
| Đội               | ST | T | H | B | BT | BB | HS | Đ  |
| ----------------- | -- | - | - | - | -- | -- | -- | -- |
| Borussia Dortmund | 6  | 4 | 2 | 0 | 11 | 5  | +6 | 14 |
| Real Madrid       | 6  | 3 | 2 | 1 | 15 | 9  | +6 | 11 |
| Ajax              | 6  | 1 | 1 | 4 | 8  | 16 | −8 | 4  |
| Manchester City   | 6  | 0 | 3 | 3 | 7  | 11 | −4 | 3  |

| Đội           | ST | T | H | B | BT | BB | HS | Đ  |
| ------------- | -- | - | - | - | -- | -- | -- | -- |
| Bayern Munich | 6  | 4 | 1 | 1 | 15 | 7  | +8 | 13 |
| Valencia      | 6  | 4 | 1 | 1 | 12 | 5  | +7 | 13 |
| BATE Borisov  | 6  | 2 | 0 | 4 | 9  | 15 | −6 | 6  |
| Lille         | 6  | 1 | 0 | 5 | 4  | 13 | −9 | 3  |

## Thông tin trước trận đấu

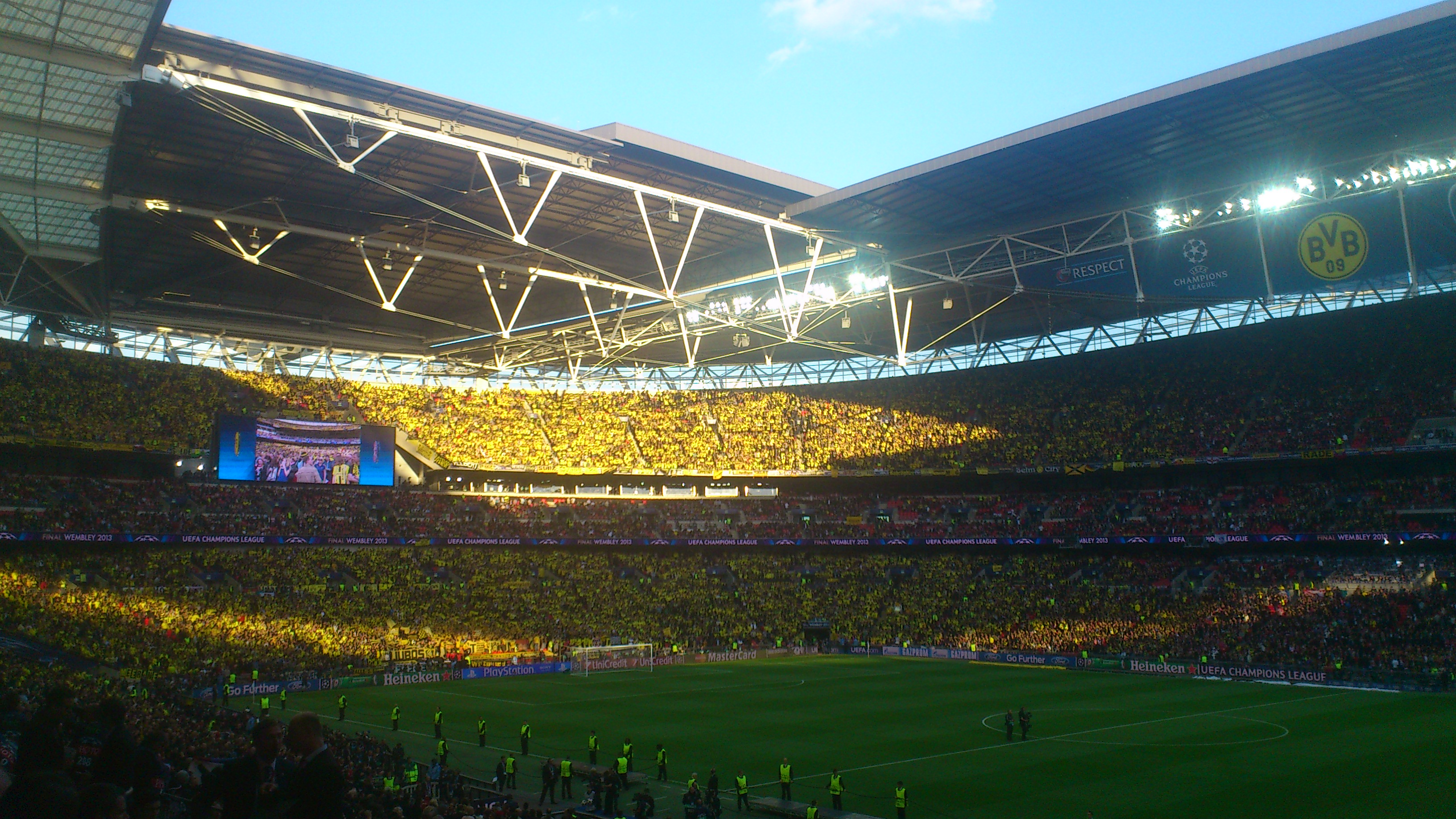
Cổ động viên Dortmund trên sân Wembley trước khi trận đấu diễn ra

### Đại sứ
Cầu thủ từng hai lần giành chức vô địch UEFA Champions League và là cựu cầu thủ của Đội tuyển Anh Steve McManaman làm đại sứ chính thức cho trận chung kết.

### Bóng thi đấu
Bóng thi đấu của trận chung kết là bóng của mang tên Adidas Finale Wembley, trong đó có một hình phẳng "Starball" và được dùng trong các vòng tứ kết, bán kết và chung kết. Bóng có hình dạng chủ yếu là màu trắng, với mỗi ngôi sao màu xanh cùng khuôn mẫu màu vàng và viền tím. Sáu trong số mười hai ngôi sao đặc trưng được thiết kế lại như là sáu lần trước có trận chung kết cúp châu Âu đã được tổ chức tại sân vận động Wembley. Bóng đã được công bố vào ngày 30 tháng 1 năm 2013 và đã được sử dụng cho tất cả các vòng loại trực tiếp mùa giải 2012–13.

### Giá vé
Giai đoạn bán vé từ 11 tháng 2 năm 2013 đến 15 tháng 3 năm 2013. Giá mỗi vé lần lượt là £ 330, £ 230, £ 140 và £ 60. Borussia Dortmund nhận được 502.567 yêu cầu mua vé. Có tất cả 250.000 đơn mua vé từ các thành viên của hội cổ động viên Bayern Munich.

### Sự kiện liên quan
Festival UEFA Champions League được tổ chức từ 23-26 tháng 5 năm 2013 và được tổ chức tại khu phố Stratford City.
Chung kết của giải dành cho nữ, Cúp các đội nữ vô địch bóng đá quốc gia châu Âu 2013, giũa WLF Wolfsburg và Olympique Lyonnais diễn ra trên sân vận động Stamford Bridge, Luân Đôn vào ngày 23 tháng 5 năm 2013, với phần chiến thắng thuộc về VfL Wolfsburg nữ (Đức) với tỷ số 1–0.

## Tóm tắt trận đấu

### Tin tức
Cầu thủ của Borussia Dortmund, Mario Götze, người sẽ gia nhập Bayern München vào mùa hè, bỏ lỡ trận đấu với một chấn thương gân kheo đã khiến anh nghỉ thi đấu kể từ trận lượt về bán kết gặp Real Madrid. Hậu vệ phải Lukasz Piszczek đã chơi trong trận đấu, tuy nhiên được thi đấu mặc dù là do đã phẫu thuật hông, trong khi trung vệ Mats Hummels bị chất thương mắt cá chân do bị bong gân trong thời gian thi đấu. Bayern München sẽ không có hậu vệ Holger Badstuber, người được dự kiến sẽ không thể ra sân trong 10 tháng với chấn thương đầu gối.

### Tóm tắt thi đấu
Dortmund là đội chiếm ưu thế trong nửa đầu của trận đấu, với những cơ hội được tạo ra về phía khung thành của Bayern. Neuer đã có năm pha cứu thua quan trọng trong 35 phút đầu tiên, trong đó có hai cú sút từ Lewandowski và một từ Reus. Bayern sau đó đã chủ động, và ghi bàn thắng đầu tiên ở phút thứ 60, khi Mandzukic đã ghi bàn từ pha phối hợp giữa Robben và Ribery, bóng đi qua Schmelzer rồi đi qua vạch vôi. Một thời gian ngắn sau, Dante phạm lỗi với Reus trong vòng cấm; sau đó Gundogan ghi bàn từ chấm phạt đền. Ở phút 89, Robben ghi bàn thắng ấn định chiến thắng cho Bayern từ đường kiến tạo của Ribéry.

### Kết quả chi tiết
| Borussia Dortmund    | 1–2      | Bayern München             |
| -------------------- | -------- | -------------------------- |
| Gündoğan 68' (ph.đ.) | Chi tiết | Mandžukić 60' · Robben 89' |

| Borussia Dortmund | Bayern München |

| GK               | 1  | Roman Weidenfeller (c) |     |       |
| RB               | 26 | Lukasz Piszczek        |     |       |
| CB               | 4  | Neven Subotić          |     |       |
| CB               | 15 | Mats Hummels           |     |       |
| LB               | 29 | Marcel Schmelzer       |     |       |
| CM               | 8  | İlkay Gündoğan         |     |       |
| CM               | 6  | Sven Bender            |     | 90+2' |
| RW               | 16 | Jakub Błaszczykowski   |     | 90'   |
| AM               | 11 | Marco Reus             |     |       |
| LW               | 19 | Kevin Großkreutz       | 73' |       |
| CF               | 9  | Robert Lewandowski     |     |       |
| Dự bị:           |    |                        |     |       |
| GK               | 20 | Mitchell Langerak      |     |       |
| DF               | 27 | Felipe Santana         |     |       |
| MF               | 21 | Oliver Kirch           |     |       |
| MF               | 5  | Sebastian Kehl         |     |       |
| MF               | 7  | Moritz Leitner         |     |       |
| MF               | 18 | Nuri Şahin             |     | 90+2' |
| FW               | 23 | Julian Schieber        |     | 90'   |
| Huấn luyện viên: |    |                        |     |       |
| Jürgen Klopp     |    |                        |     |       |

| GK               | 1  | Manuel Neuer           |     |       |
| RB               | 21 | Philipp Lahm (c)       |     |       |
| CB               | 17 | Jérôme Boateng         |     |       |
| CB               | 4  | Dante                  | 29' |       |
| LB               | 27 | David Alaba            |     |       |
| CM               | 31 | Bastian Schweinsteiger |     |       |
| CM               | 8  | Javi Martínez          |     |       |
| RW               | 10 | Arjen Robben           |     |       |
| AM               | 25 | Thomas Müller          |     |       |
| LW               | 7  | Franck Ribéry          | 73' | 90+1' |
| CF               | 9  | Mario Mandžukić        |     | 90+4' |
| Dự bị:           |    |                        |     |       |
| GK               | 22 | Tom Starke             |     |       |
| DF               | 5  | Daniel Van Buyten      |     |       |
| MF               | 11 | Xherdan Shaqiri        |     |       |
| MF               | 30 | Luiz Gustavo           |     | 90+1' |
| MF               | 44 | Anatoliy Tymoshchuk    |     |       |
| FW               | 14 | Claudio Pizarro        |     |       |
| FW               | 33 | Mario Gómez            |     | 90+4' |
| Huấn luyện viên: |    |                        |     |       |
| Jupp Heynckes    |    |                        |     |       |

| Cầu thủ xuất sắc nhất trận theo bình chọn của UEFA: Arjen Robben (Bayern München) Cầu thủ xuất sắc nhất trận theo bình chọn của cổ động viên: Manuel Neuer (Bayern München) Trợ lý trọng tài: Renato Faverani (Ý) Andrea Stefani (Ý) Trọng tài thứ tư: Damir Skomina (Ý) Trọng tài thay thế: Gianluca Rocchi (Ý) Paolo Tagliavento (Ý) | Luật: - 90 phút. - 30 phút cho 2 hiệp phụ. - Penalty nếu kết thúc bằng tỉ số hòa. - 7 cầu thủ trong danh sách dự bị. - 3 quyền thay người. |

### Thống kê
|                      | Borussia Dortmund | Bayern München |
| -------------------- | ----------------- | -------------- |
| Bàn thắng            | 0                 | 0              |
| Số cú sút            | 7                 | 5              |
| Số cú sút trúng đích | 5                 | 3              |
| Số pha cứu thua      | 3                 | 5              |
| Tỷ lệ kiểm soát bóng | 41%               | 59%            |
| Phạt góc             | 5                 | 3              |
| Phạm lỗi             | 5                 | 2              |
| Việt vị              | 0                 | 2              |
| Thẻ vàng             | 0                 | 1              |
| Thẻ đỏ               | 0                 | 0              |

|                      | Borussia Dortmund | Bayern München |
| -------------------- | ----------------- | -------------- |
| Bàn thắng            | 1                 | 2              |
| Số cú sút            | 5                 | 9              |
| Số cú sút trúng đích | 3                 | 6              |
| Cứu thua             | 4                 | 1              |
| Tỷ lệ kiểm soát bóng | 45%               | 55%            |
| Phạt góc             | 1                 | 5              |
| Phạm lỗi             | 6                 | 5              |
| Việt vị              | 1                 | 2              |
| Thẻ vàng             | 1                 | 1              |
| Thẻ đỏ               | 0                 | 0              |

|                      | Borussia Dortmund | Bayern München |
| -------------------- | ----------------- | -------------- |
| Bàn thắng            | 1                 | 2              |
| Số cú sút            | 12                | 14             |
| Số cú sút trúng đích | 8                 | 9              |
| Cứu thua             | 7                 | 6              |
| Tỷ lệ kiểm soát bóng | 43%               | 57%            |
| Phạt góc             | 6                 | 8              |
| Phạm lỗi             | 11                | 7              |
| Việt vị              | 1                 | 4              |
| Thẻ vàng             | 1                 | 2              |
| Thẻ đỏ               | 0                 | 0              |

## Phản ứng
Huấn luyện viên của Borussia Dortmund, Jürgen Klopp nhận xét rằng mùa giải này Dortmund đã hoàn thành nhiệm vụ, và nhận xét về Dortmund trong trận đấu: "Những phút cuối của trận đấu và đặc biệt từ phút thứ 75 là rất khó khăn cho chúng tôi sau một mùa giải đầy vất vả, nhưng chúng tôi xứng đáng có trong trận chung kết tối nay", ông nói. Hậu vệ của Borussia Dortmund, Mats Hummels cho biết: "Trận đấu rất đáng thất vọng, Dortmund là đội bóng tốt hơn trong 25 phút đầu tiên nhưng chúng tôi đã bỏ lỡ những cơ hội cần thiết". Huấn luyện viên Jupp Heynckes của Bayern München cho biết: "Chúng tôi đã đạt được một cái gì đó độc đáo".
Trọng tài chính điều khiển trận đấu, ông Nicola Rizzoli, đã quá xúc động đến nỗi khóc trong phòng thay đồ. Rizzoli chia sẻ với Gazzetta dello Sport, "Tôi nghĩ là mình đã thể hiện tốt, nhưng vẫn phải chờ sự nhận xét của Collina. Sau đó ông ấy vào phòng và bảo tất cả đều đã làm tốt. Tôi đã rất hồi hộp cho đến khi nghe được nhận xét nhẹ nhõm ấy".